# Participantes do Giro de Itália de 2016
Estes são as 22 equipas e os 198 ciclistas que disputaram o Giro d'Italia de 2016.
O dorsal 108, desde 2012 não é atribuído como homenagem ao falecido ciclista belga Wouter Weylandt.
Produziram-se 42 abandonos e chegaram ao final 156 ciclistas. Tinkoff e Cannondale Pro Cycling Team foram as únicas equipas que chegaram a Turim com os 9 corredores.
A seguinte tabela mostra a lista dos participantes, a posição final da cada um e no caso de abandono, a etapa na qual deixaram de participar (ver legenda)
| Ag2r La Mondiale                      | Ag2r La Mondiale                      | Ag2r La Mondiale                      | Gazprom-RusVelo                          | Gazprom-RusVelo                          | Gazprom-RusVelo                          | Team Katusha                          | Team Katusha                          | Team Katusha                          |
| ------------------------------------- | ------------------------------------- | ------------------------------------- | ---------------------------------------- | ---------------------------------------- | ---------------------------------------- | ------------------------------------- | ------------------------------------- | ------------------------------------- |
| 1                                     | Domenico Pozzovivo                    | 20º                                   | 81                                       | Aleksandr Kolobnev                       | 73º                                      | 161                                   | Ilnur Zakarin                         | AB 19ª                                |
| 2                                     | Guillaume Bonnafond                   | 54º                                   | 82                                       | Alexey Rybalkin                          | 106º                                     | 162                                   | Maxim Belkov                          | 116º                                  |
| 3                                     | Axel Domont                           | 50º                                   | 83                                       | Arthur Ershov                            | FC 15ª                                   | 163                                   | Pavel Kochetkov                       | 32º                                   |
| 4                                     | Hubert Dupont                         | 11º                                   | 84                                       | Sergey Firsanov                          | 30º                                      | 164                                   | Viacheslav Kuznetsov                  | 123º                                  |
| 5                                     | Patrick Gretsch                       | AB 13ª                                | 85                                       | Alexander Foliforov                      | 45º                                      | 165                                   | Anton Vorobyev                        | 100º                                  |
| 6                                     | Hugo Houle                            | 72º                                   | 86                                       | Artem Ovechkin                           | 142º                                     | 166                                   | Alexander Porsev                      | 145º                                  |
| 7                                     | Blel Kadri                            | 147º                                  | 87                                       | Ivan Savitskiy                           | 104º                                     | 167                                   | Egor Silin                            | 38º                                   |
| 8                                     | Matteo Montaguti                      | 19º                                   | 88                                       | Aleksandr Serov                          | 128º                                     | 168                                   | Rein Taaramäe                         | 29º                                   |
| 9                                     | Jean-Christophe Péraud                | AB 3ª                                 | 89                                       | Andrey Solomennikov                      | 127º                                     | 169                                   | Alexey Tsatevitch                     | NP 10ª                                |
| Director desportivo: Artūras Kasputis | Director desportivo: Artūras Kasputis | Director desportivo: Artūras Kasputis | Director desportivo: Michele Devoti      | Director desportivo: Michele Devoti      | Director desportivo: Michele Devoti      | Director desportivo: José Azevedo     | Director desportivo: José Azevedo     | Director desportivo: José Azevedo     |
| Astana Pro Team                       | Astana Pro Team                       | Astana Pro Team                       | IAM Cycling                              | IAM Cycling                              | IAM Cycling                              | Team Lotto NL-Jumbo                   | Team Lotto NL-Jumbo                   | Team Lotto NL-Jumbo                   |
| 11                                    | Vincenzo Nibali                       | 1º                                    | 91                                       | Heinrich Haussler                        | 99º                                      | 171                                   | Steven Kruijswijk                     | 4º                                    |
| 12                                    | Valerio Agnoli                        | NP 12ª                                | 92                                       | Matthias Brandle                         | AB 14ª                                   | 172                                   | Enrico Battaglin                      | 42º                                   |
| 13                                    | Eros Capecchi                         | 82º                                   | 93                                       | Leigh Howard                             | NP 15ª                                   | 173                                   | Moreno Hofland                        | AB 13ª                                |
| 14                                    | Jakob Fuglsang                        | 12º                                   | 94                                       | Roger Kluge                              | 137º                                     | 174                                   | Twan Castelijns                       | 114º                                  |
| 15                                    | Tanel Kangert                         | 23º                                   | 95                                       | Matteo Pelucchi                          | FC 6ª                                    | 175                                   | Martijn Keizer                        | 102º                                  |
| 16                                    | Bakhtiyar Kozhatayev                  | 65º                                   | 96                                       | Stefan Denifl                            | 52º                                      | 176                                   | Primož Roglič                         | 58º                                   |
| 17                                    | Davide Malacarne                      | 47º                                   | 97                                       | Lawrence Warbasse                        | NP 7ª                                    | 177                                   | Bram Tankink                          | 61º                                   |
| 18                                    | Michele Scarponi                      | 16º                                   | 98                                       | Marcel Wyss                              | 40º                                      | 178                                   | Maarten Tjallingii                    | 124º                                  |
| 19                                    | Andrey Zeits                          | 33º                                   | 99                                       | Vegard Stake Laengen                     | 83º                                      | 179                                   | Jos van Emden                         | 120º                                  |
| Director desportivo: Aleksandr Shefer | Director desportivo: Aleksandr Shefer | Director desportivo: Aleksandr Shefer | Director desportivo: Mario Chiesa        | Director desportivo: Mario Chiesa        | Director desportivo: Mario Chiesa        | Director desportivo: Jan Boven        | Director desportivo: Jan Boven        | Director desportivo: Jan Boven        |
| Bardiani CSF                          | Bardiani CSF                          | Bardiani CSF                          | Lampre-Merida                            | Lampre-Merida                            | Lampre-Merida                            | Team Sky                              | Team Sky                              | Team Sky                              |
| 21                                    | Stefano Pirazzi                       | 18º                                   | 100                                      | Diego Ulissi                             | 21º                                      | 181                                   | Mikel Landa                           | AB 10ª                                |
| 22                                    | Simone Andreetta                      | 141º                                  | 101                                      | Valerio Conti                            | 27º                                      | 182                                   | Ian Boswell                           | 71º                                   |
| 23                                    | Paolo Simion                          | 131º                                  | 102                                      | Roberto Ferrari                          | 132º                                     | 183                                   | Philip Deignan                        | AB 19ª                                |
| 24                                    | Nicola Boem                           | 139º                                  | 103                                      | Ilia Koshevoy                            | 97º                                      | 184                                   | Sebastián Henao                       | 17º                                   |
| 25                                    | Francesco Manuel Bongiorno            | 109º                                  | 104                                      | Sacha Modolo                             | 84º                                      | 185                                   | Mikel Neve                            | 25º                                   |
| 26                                    | Giulio Ciccone                        | NP 19ª                                | 105                                      | Matej Mohoric                            | 98º                                      | 186                                   | Christian Knees                       | 66º                                   |
| 27                                    | Sonny Colbrelli                       | 95º                                   | 106                                      | Manuele Mori                             | 63º                                      | 187                                   | David López García                    | 69º                                   |
| 28                                    | Mirco Maestri                         | 119º                                  | 107                                      | Przemysław Niemiec                       | AB 14ª                                   | 188                                   | Nicolas Roche                         | 24º                                   |
| 29                                    | Nicola Ruffoni                        | NP 13ª                                | 109                                      | Simone Petilli                           | 77º                                      | 189                                   | Elia Viviani                          | FC 8ª                                 |
| Director desportivo: Stefano Zanatta  | Director desportivo: Stefano Zanatta  | Director desportivo: Stefano Zanatta  | Director desportivo: Mario Scirea        | Director desportivo: Mario Scirea        | Director desportivo: Mario Scirea        | Director desportivo: Dario Cioni      | Director desportivo: Dario Cioni      | Director desportivo: Dario Cioni      |
| BMC Racing Team                       | BMC Racing Team                       | BMC Racing Team                       | Lotto-Soudal                             | Lotto-Soudal                             | Lotto-Soudal                             | Tinkoff                               | Tinkoff                               | Tinkoff                               |
| 31                                    | Manuel Senni                          | 76º                                   | 111                                      | Tim Wellens                              | 96º                                      | 191                                   | Rafał Majka                           | 5º                                    |
| 32                                    | Darwin Atapuma                        | 9º                                    | 112                                      | Lars Bak                                 | AB 21ª                                   | 192                                   | Manuele Boaro                         | 46º                                   |
| 33                                    | Alessandro De Marchi                  | 94º                                   | 113                                      | Sean de Bie                              | 108º                                     | 193                                   | Pavel Brutt                           | 90º                                   |
| 34                                    | Silvan Dillier                        | AB 3ª                                 | 114                                      | André Greipel                            | NP 13ª                                   | 194                                   | Jesús Hernández                       | 59º                                   |
| 35                                    | Stefan Küng                           | 60º                                   | 115                                      | Adam Hansen                              | 68º                                      | 195                                   | Jay McCarthy                          | 88º                                   |
| 36                                    | Daniel Oss                            | 111º                                  | 116                                      | Pim Ligthart                             | 126º                                     | 196                                   | Paweł Poljański                       | 35º                                   |
| 37                                    | Manuel Quinziato                      | 117º                                  | 117                                      | Maxime Monfort                           | 15º                                      | 197                                   | Iván Rovni                            | 36º                                   |
| 38                                    | Joey Rosskopf                         | 85º                                   | 118                                      | Jürgen Roelandts                         | NP 13ª                                   | 198                                   | Yevgueni Petrov                       | 75º                                   |
| 39                                    | Rick Zabel                            | 140º                                  | 119                                      | Jelle Vanendert                          | 92º                                      | 199                                   | Matteo Tosatto                        | 107º                                  |
| Director desportivo: Valerio Piva     | Director desportivo: Valerio Piva     | Director desportivo: Valerio Piva     | Director desportivo: Bart Leysen         | Director desportivo: Bart Leysen         | Director desportivo: Bart Leysen         | Director desportivo: Bruno Cenghialta | Director desportivo: Bruno Cenghialta | Director desportivo: Bruno Cenghialta |
| Cannondale Pro Cycling Team           | Cannondale Pro Cycling Team           | Cannondale Pro Cycling Team           | Movistar Team                            | Movistar Team                            | Movistar Team                            | Trek-Segafredo                        | Trek-Segafredo                        | Trek-Segafredo                        |
| 41                                    | Rigoberto Urán                        | 7º                                    | 121                                      | Alejandro Valverde                       | 3º                                       | 201                                   | Ryder Hesjedal                        | AB 14ª                                |
| 42                                    | André Cardoso                         | 14º                                   | 122                                      | Andrey Amador                            | 8º                                       | 202                                   | Eugenio Alafaci                       | 105º                                  |
| 43                                    | Simon Clarke                          | 67º                                   | 123                                      | Carlos Betancur                          | AB 19ª                                   | 203                                   | Jack Bobridge                         | 156º                                  |
| 44                                    | Joe Dombrowski                        | 34º                                   | 124                                      | José Herrada                             | 62º                                      | 204                                   | Fabian Cancellara                     | NP 10ª                                |
| 45                                    | Davide Formolo                        | 31º                                   | 125                                      | Javier Moreno                            | AB 7ª                                    | 205                                   | Marco Coledan                         | 129º                                  |
| 46                                    | Moreno Moser                          | 41º                                   | 126                                      | José Joaquín Rojas                       | 49º                                      | 206                                   | Laurent Didier                        | 64º                                   |
| 47                                    | Ramūnas Navardauskas                  | 122º                                  | 127                                      | Rory Sutherland                          | 80º                                      | 207                                   | Giacomo Nizzolo                       | 110º                                  |
| 48                                    | Alberto Bettiol                       | 86º                                   | 128                                      | Jasha Sütterlin                          | 113º                                     | 208                                   | Boy van Poppel                        | FC 8ª                                 |
| 49                                    | Nathan Brown                          | 48º                                   | 129                                      | Giovanni Visconti                        | 13º                                      | 209                                   | Riccardo Zoidl                        | 39º                                   |
| Director desportivo: Fabrizio Guidi   | Director desportivo: Fabrizio Guidi   | Director desportivo: Fabrizio Guidi   | Director desportivo: Chente García Deita | Director desportivo: Chente García Deita | Director desportivo: Chente García Deita | Director desportivo: Adriano Baffi    | Director desportivo: Adriano Baffi    | Director desportivo: Adriano Baffi    |
| Team Dimension Data                   | Team Dimension Data                   | Team Dimension Data                   | Nippo-Vini Fantini                       | Nippo-Vini Fantini                       | Nippo-Vini Fantini                       | Wilier Triestina-Southeast            | Wilier Triestina-Southeast            | Wilier Triestina-Southeast            |
| 51                                    | Igor Antón                            | 28º                                   | 131                                      | Damiano Cunego                           | 44º                                      | 211                                   | Filippo Pozzato                       | 115º                                  |
| 52                                    | Omar Fraile                           | AB 5ª                                 | 132                                      | Giacomo Berlato                          | AB 14ª                                   | 212                                   | Julen Amezqueta                       | 112º                                  |
| 53                                    | Jim Songezo                           | 144º                                  | 133                                      | Alessandro Bisolti                       | 81º                                      | 213                                   | Manuel Belletti                       | NP 18ª                                |
| 54                                    | Merhawi Kudus                         | 37º                                   | 134                                      | Grega Bole                               | 135º                                     | 214                                   | Liam Bertazzo                         | AB 14ª                                |
| 55                                    | Kristian Sbaragli                     | 93º                                   | 135                                      | Riccardo Stacchiotti                     | 155º                                     | 215                                   | Matteo Busato                         | 57º                                   |
| 56                                    | Kanstantsin Siutsou                   | 10º                                   | 136                                      | Iuri Filosi                              | FC 8ª                                    | 216                                   | Cristian Rodríguez                    | 103º                                  |
| 57                                    | Jay Robert Thomson                    | 149º                                  | 137                                      | Eduard-Michael Grosu                     | 153º                                     | 217                                   | Jakub Mareczko                        | AB 5ª                                 |
| 58                                    | Johann Van Zyl                        | 79º                                   | 138                                      | Genki Yamamoto                           | 151º                                     | 218                                   | Daniel Martínez                       | 89º                                   |
| 59                                    | Jacobus Venter                        | 101º                                  | 139                                      | Gianfranco Zilioli                       | 118º                                     | 219                                   | Eugert Zhupa                          | 130º                                  |
| Director desportivo: Roger Hammond    | Director desportivo: Roger Hammond    | Director desportivo: Roger Hammond    | Director desportivo: Stefano Giuliani    | Director desportivo: Stefano Giuliani    | Director desportivo: Stefano Giuliani    | Director desportivo: Luca Scinto      | Director desportivo: Luca Scinto      | Director desportivo: Luca Scinto      |
| Etixx-Quick Step                      | Etixx-Quick Step                      | Etixx-Quick Step                      | Orica-GreenEDGE                          | Orica-GreenEDGE                          | Orica-GreenEDGE                          |                                       |                                       |                                       |
| 61                                    | Marcel Kittel                         | NP 9ª                                 | 141                                      | Esteban Chaves                           | 2º                                       |                                       |                                       |                                       |
| 62                                    | Gianluca Brambilla                    | 22º                                   | 142                                      | Sam Bewley                               | 125º                                     |                                       |                                       |                                       |
| 63                                    | David de la Cruz                      | NP 16ª                                | 143                                      | Caleb Ewan                               | NP 13ª                                   |                                       |                                       |                                       |
| 64                                    | Bob Jungels                           | 6º                                    | 144                                      | Michael Hepburn                          | 150º                                     |                                       |                                       |                                       |
| 65                                    | Fabio Sabatini                        | NP 15ª                                | 145                                      | Damien Howson                            | 53º                                      |                                       |                                       |                                       |
| 66                                    | Pieter Serry                          | 70º                                   | 146                                      | Luka Mezgec                              | NP 17ª                                   |                                       |                                       |                                       |
| 67                                    | Matteo Trentin                        | 74º                                   | 147                                      | Rubén Plaza                              | 56º                                      |                                       |                                       |                                       |
| 68                                    | Carlos Verona                         | 43º                                   | 148                                      | Svein Tuft                               | 146º                                     |                                       |                                       |                                       |
| 69                                    | Łukasz Wiśniowski                     | 138º                                  | 149                                      | Amets Txurruka                           | 55º                                      |                                       |                                       |                                       |
| Director desportivo: Davide Bramati   | Director desportivo: Davide Bramati   | Director desportivo: Davide Bramati   | Director desportivo: Matthew White       | Director desportivo: Matthew White       | Director desportivo: Matthew White       |                                       |                                       |                                       |
| FDJ                                   | FDJ                                   | FDJ                                   | Team Giant-Alpecin                       | Team Giant-Alpecin                       | Team Giant-Alpecin                       |                                       |                                       |                                       |
| 71                                    | Arnaud Démare                         | AB 14ª                                | 151                                      | Tom Dumoulin                             | AB 11ª                                   |                                       |                                       |                                       |
| 72                                    | Arnaud Courteille                     | 136º                                  | 152                                      | Nikias Arndt                             | 87º                                      |                                       |                                       |                                       |
| 73                                    | Mickaël Delage                        | 148º                                  | 153                                      | Bert De Backer                           | AB 14ª                                   |                                       |                                       |                                       |
| 74                                    | Murilo Fischer                        | 152º                                  | 154                                      | Chad Haga                                | 78º                                      |                                       |                                       |                                       |
| 75                                    | Alexandre Geniez                      | AB 4ª                                 | 155                                      | Cheng Ji                                 | 154º                                     |                                       |                                       |                                       |
| 76                                    | Ignatas Konovalovas                   | 134º                                  | 156                                      | Tobias Ludvigsson                        | 51º                                      |                                       |                                       |                                       |
| 77                                    | Olivier Lhe Gac                       | 133º                                  | 157                                      | Georg Preidler                           | 26º                                      |                                       |                                       |                                       |
| 78                                    | Marc Sarreau                          | AB 13ª                                | 158                                      | Tom Stamsnijder                          | 143º                                     |                                       |                                       |                                       |
| 79                                    | Benoît Vaugrenard                     | 91º                                   | 159                                      | Albert Timmer                            | 121º                                     |                                       |                                       |                                       |
| Director desportivo: Frédéric Guesdon | Director desportivo: Frédéric Guesdon | Director desportivo: Frédéric Guesdon | Director desportivo: Marc Reef           | Director desportivo: Marc Reef           | Director desportivo: Marc Reef           |                                       |                                       |                                       |

## Ciclistas por países
| Número de ciclistas | País                                                                                                   |
| ------------------- | --- |
| 53                  | Itália                                                                                                 |
| 20                  | Rússia                                                                                                 |
| 16                  | Espanha                                                                                                |
| 12                  | França, Países Baixos                                                                                  |
| 10                  | Austrália                                                                                              |
| 8                   | Alemanha                                                                                               |
| 7                   | Bélgica                                                                                                |
| 6                   | Colômbia, Estados Unidos                                                                               |
| 4                   | Áustria, Polónia, Eslovênia, Suíça , África do Sul                                                     |
| 3                   | Canadá                                                                                                 |
| 2                   | Dinamarca, Estónia, Irlanda, Cazaquistão, Lituânia, Luxemburgo, Bielorrússia                           |
| 1                   | Albânia, Brasil, China, Costa Rica, Eritreia, Japão, Nova Zelândia, Noruega, Portugal, Roménia, Suécia |

## Legenda
| Legenda      | Legenda | Legenda        | Legenda                                                                                           |
| ------------ | --- | -------------- | ------------------------------------------------------------------------------------------------- |
| Dorsal       | Dorsal de saída do ciclista | Posição        | Posição final na classificação geral                                                              |
| Maiglia rosa | Indica o vencedor da classificação geral                                                                                       | Maglia azzurra | Indica o vencedor da classificação da montanha                                                    |
| Maglia rossa | Indica o vencedor da classificação por pontos                                                                                  | Maglia bianca  | Indica o vencedor da classificação dos jovens                                                     |
| NP           | Indica um ciclista que não tem tomado a saída numa etapa, seguido do número de etapa na que não tomou a saída                  | AB             | Indica um ciclista que não tem finalizado uma etapa, seguido do número de etapa em que se retirou |
| FC           | Indica um ciclista que tem finalizado uma etapa fora de controle, seguido do número de etapa na que ocorreu dita circunstância | EX             | Corredor excluído por não respeitar o regulamento                                                 |